# プラチャー・タット
「プラチャー・タット」（ประชาทรรศน์）は、タイのタイ語日刊新聞。2007年10月1日 に創刊。プラチャータット新聞局（สำนักข่าวประชาทรรศน์）が発行。1部7バーツ。

## 概要
プラチャー・タット紙は日刊高級紙。月曜から金曜まで発刊。16面。社のモットーは『日刊新聞 人々のための選択』（หนังสือพิมพ์รายวันทางเลือกเพื่อประชาชน）。2007年10月1日に試作版10部が印刷され、2007年10月11日に初版発行。総編集長はピターン・クリーカジャーイ（พิธาน คลี่ขจาย）と弟スパープ・クリーカジャーイ（สุภาพ คลี่ขจาย）。名誉顧問は仏暦2550年憲法問題のための人民委員会議長、元国家人権委員会委員、元反独裁民主連盟議長であるヂャラン・ディターアピチャイ（จรัล ดิษฐาอภิชัย）。さらにアネーク・ルアンチュアムアン（เอนก เรืองเชื้อเหมือน）が広告編集担当。

## 内容
同紙は、主流ならびにさまざまな政治関連の論説に多くの紙面を割いている。紙の立場は国会制度、民主制度、立憲君主制の強化改善する立場をとる。その一方で国家治安評議会、民主市民連合といった、クーデター及び法に従った政治参加を拒絶するデモに対して反対している。そのために、タクシン・シナワット元首相と国民の力党のスポークスマン、支援者と見なされている。タクシン元首相は雑誌「プラチャータット」を所有するプラチャータット・グループの出資者の一人でもある。